# Atarbolana exoconta
Atarbolana exoconta là một loài chân đều trong họ Cirolanidae. Loài này được Bruce & Javed miêu tả khoa học năm 1987.